# 메톨
메톨(Metol) 또는 엘론(Elon)은 화학식 [HOC6H4NH2(CH3)]HSO4을 갖는 유기 화합물의 상표명이다. 양성화된 N-메틸아미노페놀 파생물의 황산염(HSO4−)이다. 이 무색의 염은 흑백 사진에 사용되는 사진 현상액이다.

## 합성
N-메틸아미노페놀을 준비하는 데에는 여러 방식이 존재한다. N-4-히드록시페닐글리신(글리신)의 카르복시 이탈을 통해 이루어진다. 히드로퀴논을 메틸아민과 반응시켜 얻을 수 있다.

## 응용
메톨은 매우 일정한 톤을 내는 우수한 현상액이며 상업용 제품에 널리 사용되고 있다. 그러나 메톨을 이용한 고농축 현상액을 생성하기는 어려운 까닭에 대부분의 메톨 현상액들은 건조한 화학 혼합물로 공급된다. 메톨과 히드로퀴논이 모두 함유된 현상액을 MQ 현상액이라고 한다. 이 용액들이 결합되면 더 큰 현상액 활동력을 제공하는데, 그 이 유는 두 용액을 결합해서 나타나는 현상 속도가 각 용액을 따로 구성한 현상액의 속도의 합보다 더 크기 때문이다. 이러한 조합은 다목적인 용도에 사용될 수 있다. 메톨, 히드로퀴논, 현상 억제제의 양을 다양하게 조절하고 pH를 조정하면 다양하고도 일정한 톤의 현상액을 만들어낼 수 있다. 그러므로 이러한 형태의 메톨은 히드로퀴논, 페니돈(메톨보다 더 최근의 것), 페니돈 파생물을 제외하고 다른 대부분의 현상액들을 대체하였다. 저명한 예로 이스트먼 코닥 D-76 필름 현상액, D-72 프린트 현상액, D-96 동화상 네거티브 현상액을 들 수 있다.

## 역사
Julius Hauff 소유의 화학 기업에서 일하던 앨프리드(Alfred Bogisch)는 1891년 메틸화된 p-아미노페놀이 단순한 p-아미노페놀보다 더 활동성이 높은 현상 활동을 보이는 것을 발견하였다. Hauff는 이 화합물을 현상액으로 선보였다. Bogisch와 Hauff의 초기 메톨 구성 성분에 대해서는 알려져 있지 않으나 아미노기 상태가 아닌 벤젠 고리(p-아미노-o-메닐페놀)의 오르토 상태에서 메틸화되었을 가능성이 높다. 얼마 지나지 않아 메톨은 N-메틸화에 대한 의미로 쓰이면서 o-메틸화에 대한 의미는 희석되었다. 아그파게바트(Aktien-Gesellschaft für Anilinfabrikation)는 "메톨"이라는 상표명으로 이 화합물을 판매하였으며 이를 통해 보통 명칭화된 엘론(Elon)이라는 코닥의 상표명이 탄생하게 되었다.
100년 이상 이러한 현상 목적으로 (종종 아마추어 사진가들에 의해) 사용되었기 때문에 메톨과의 접촉으로 인한 건강상의 문제에 대한 증거들이 발견되었다. 손과 팔뚝의 국소 피부염이 주였다. 반복 노출되면 약물에 저항하는 만성 질환을 유발할 수 있는 감작성 피부염(sensitization dermatitis)의 증거도 일부 존재한다.